# Chilomycterus schoepfii
Espèce
Statut de conservation UICN

 LC  : Préoccupation mineure
Le Porc-épic-rayé (Chilomycterus schoepfii) (Walbaum, 1792) est un poisson des mers chaudes de la famille des Diodontidaes.

## Habitat
Le chilomycterus vit entre 1 et 20 mètres, il est commun dans le sud de la Floride, nord du golfe du Mexique au Brésil, mais assez rare dans le reste des Caraïbes. Il apprécie les récifs l'hiver tandis que l'été, il préfère nager dans des forêts d'algues, le long des côtes et des lagons.

## Description
Le Chilomycterus ressemble à un ballon qui irait en s'étirant vers la queue, qui est très petite. Il a de gros yeux jaunes sur les côtés. La couleur de son corps est marron foncé et claire avec de fines rayures qui courent sinueusement et horizontalement sur les flancs. Sa particularité est d'être herissé d'épines pour impressionner les prédateurs.

## Comportement
Ce poisson a un comportement timide et solitaire.

## Liens taxonomiques
- (en) Catalogue of Life : Chilomycterus schoepfii (Walbaum, 1792) (consulté le 16 décembre 2020)
- (en + fr) FishBase : espèce Chilomycterus schoepfii  (Walbaum, 1792) (+ traduction) (+ noms vernaculaires 1 & 2)
- (fr + en) ITIS : Chilomycterus schoepfii  (Walbaum, 1792)
- (en) UICN : espèce Chilomycterus schoepfii (Walbaum, 1792) (consulté le 18 mai 2015)
- (en) WoRMS : espèce Chilomycterus schoepfii (Walbaum, 1792)
- (en) Animal Diversity Web : Chilomycterus schoepfii
- (en) NCBI : Chilomycterus schoepfii (taxons inclus)